# Hoplostethus ravurictus
Hoplostethus ravurictus är en fiskart som beskrevs av Martin F. Gomon 2008. Hoplostethus ravurictus ingår i släktet Hoplostethus och familjen Trachichthyidae. Inga underarter finns listade i Catalogue of Life.